# Licania cariae
Licania cariae är en tvåhjärtbladig växtart som beskrevs av A.Cardozo. Licania cariae ingår i släktet Licania och familjen Chrysobalanaceae. Inga underarter finns listade i Catalogue of Life.